# Louvemont-Côte-du-Poivre
Pour l’article homonyme, voir Louvemont.
Louvemont-Côte-du-Poivre est une commune française située dans le département de la Meuse, en région Grand Est.
Elle fait partie des neuf villages français détruits durant la Première Guerre mondiale non reconstruits car classés en zone rouge du département de la Meuse.

## Géographie

### Localisation
La commune se trouve dans la forêt de Verdun, à quelques kilomètres au nord de la ville éponyme.

### Communes limitrophes
|               | Beaumont-en-Verdunois village détruit | Ornes village détruit     |
| Champneuville | Louvemont-Côte-du-Poivre              |                           |
| Vacherauville | Bras-sur-Meuse                        | Douaumont village détruit |

### Hydrographie
La commune est dans le bassin versant de la Meuse au sein du bassin Rhin-Meuse. Elle est drainée par le ravin de Vacherauville,.

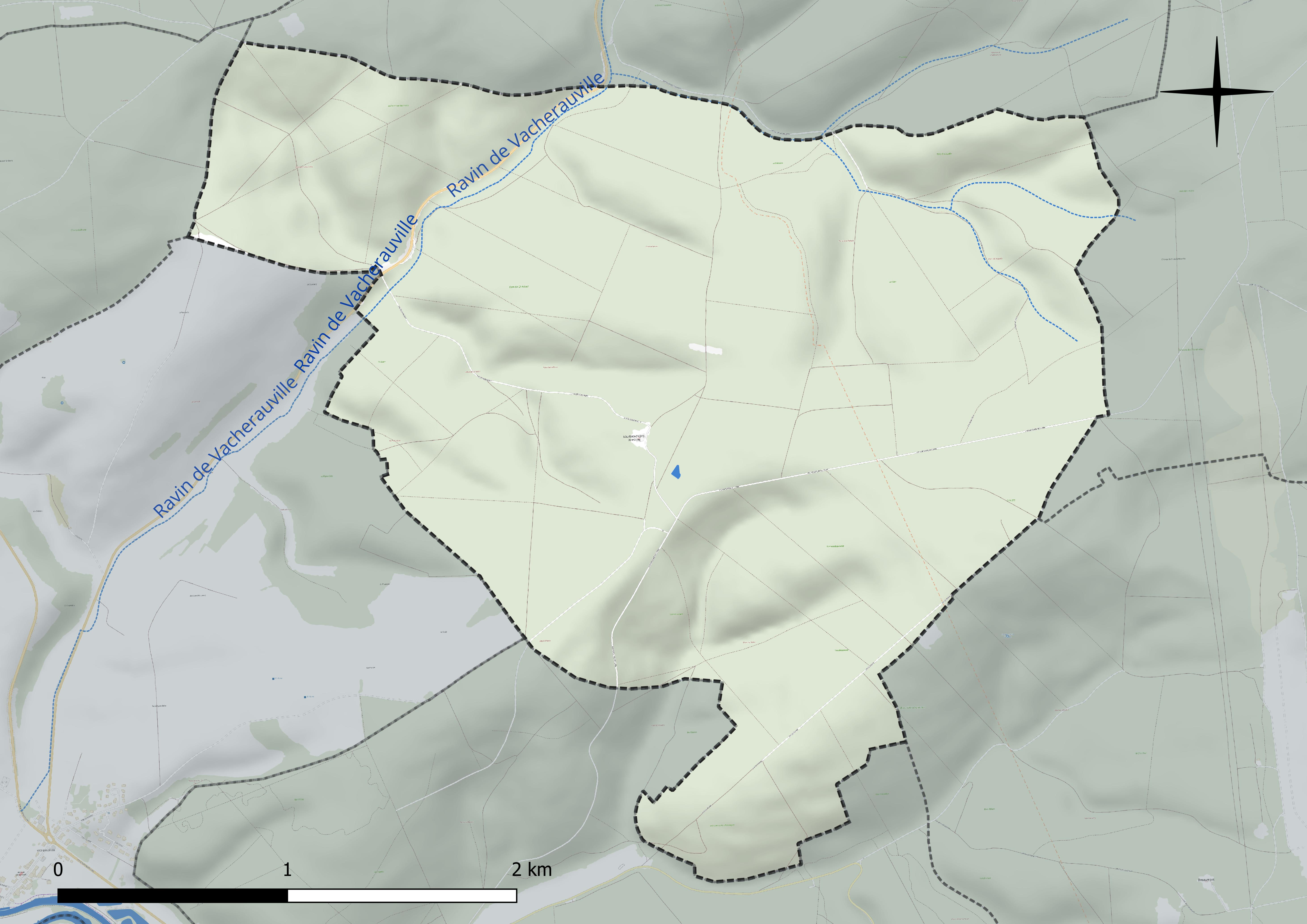
Réseau hydrographique de Louvemont-Côte-du-Poivre.

### Climat
Pour des articles plus généraux, voir Climat du Grand Est et Climat de la Meuse.
En 2010, le climat de la commune est de type climat de montagne, selon une étude du Centre national de la recherche scientifique s'appuyant sur une série de données couvrant la période 1971-2000. En 2020, Météo-France publie une typologie des climats de la France métropolitaine dans laquelle la commune est exposée à un climat océanique altéré et est dans la région climatique Lorraine, plateau de Langres, Morvan, caractérisée par un hiver rude (1,5 °C), des vents modérés et des brouillards fréquents en automne et hiver.
Pour la période 1971-2000, la température annuelle moyenne est de 9,3 °C, avec une amplitude thermique annuelle de 16,1 °C. Le cumul annuel moyen de précipitations est de 1 021 mm, avec 14 jours de précipitations en janvier et 9,5 jours en juillet. Pour la période 1991-2020, la température moyenne annuelle observée sur la station météorologique de Météo-France la plus proche, « Septsarges », sur la commune de Septsarges à 17 km à vol d'oiseau, est de 10,3 °C et le cumul annuel moyen de précipitations est de 942,8 mm. 
La température maximale relevée sur cette station est de 39,9 °C, atteinte le 25 juillet 2019 ; la température minimale est de −15,7 °C, atteinte le 1er janvier 1997,,.
Les paramètres climatiques de la commune ont été estimés pour le milieu du siècle (2041-2070) selon différents scénarios d'émission de gaz à effet de serre à partir des nouvelles projections climatiques de référence DRIAS-2020. Ils sont consultables sur un site dédié publié par Météo-France en novembre 2022.

## Urbanisme

### Typologie
Au 1er janvier 2024, Louvemont-Côte-du-Poivre est catégorisée commune rurale à habitat très dispersé, selon la nouvelle grille communale de densité à sept niveaux définie par l'Insee en 2022.
Elle est située hors unité urbaine et hors attraction des villes,.

### Occupation des sols
L'occupation des sols de la commune, telle qu'elle ressort de la base de données européenne d’occupation biophysique des sols Corine Land Cover (CLC), est marquée par l'importance des forêts et milieux semi-naturels (100 % en 2018), une proportion identique à celle de 1990 (100 %). La répartition détaillée en 2018 est la suivante : 
forêts (85,9 %), milieux à végétation arbustive et/ou herbacée (14 %). L'évolution de l’occupation des sols de la commune et de ses infrastructures peut être observée sur les différentes représentations cartographiques du territoire : la carte de Cassini (XVIIIe siècle), la carte d'état-major (1820-1866) et les cartes ou photos aériennes de l'IGN pour la période actuelle (1950 à aujourd'hui).

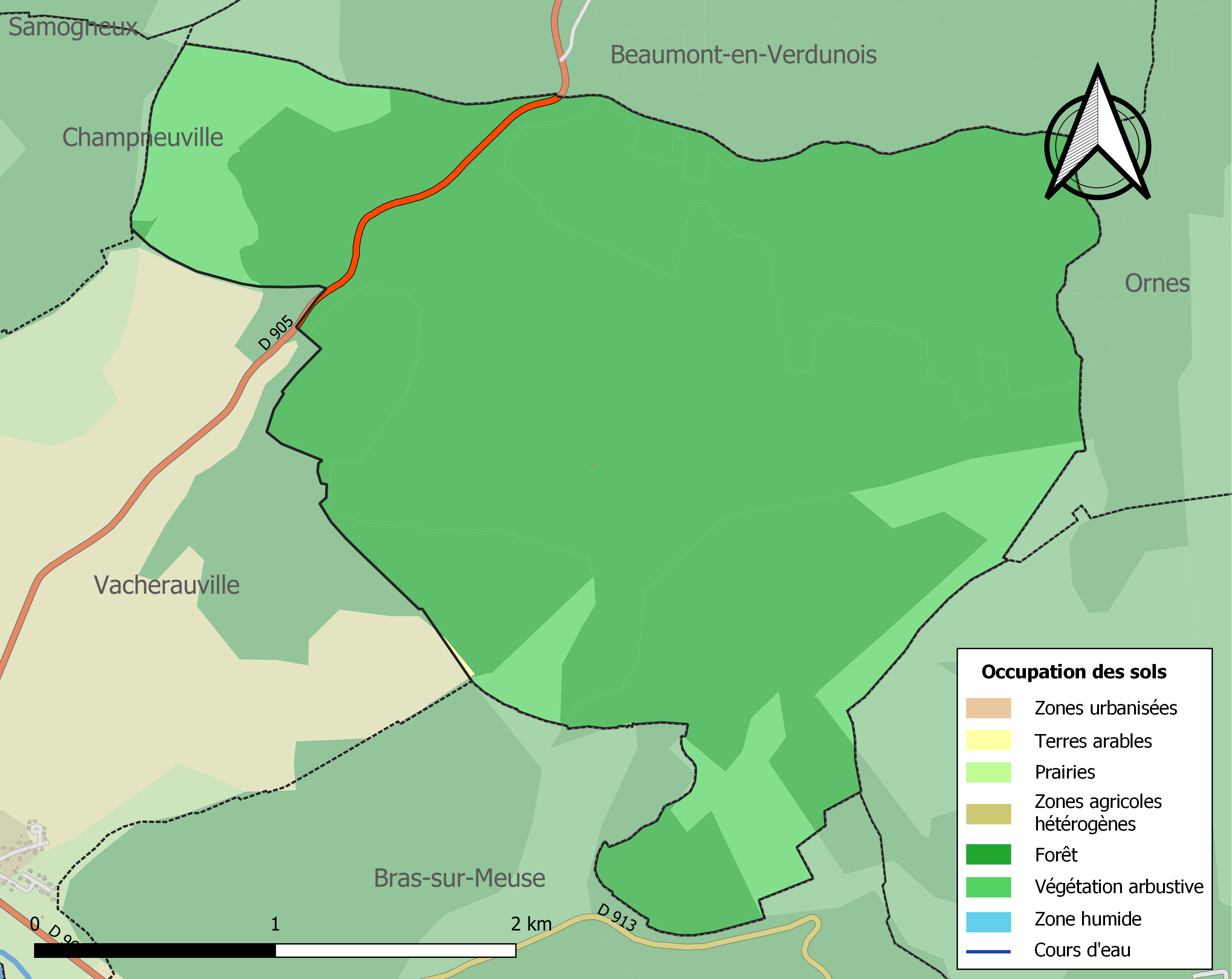
Carte des infrastructures et de l'occupation des sols de la commune en 2018 (CLC).

## Toponymie
Le nom de la localité est attesté sous les formes Lupinus-mons (1041) ; Lupemons (1047) ; Lovus-mons (1049) ; Lovonimons (1100) ; Lovemont (1242) ; Loupvemont, Lupimons (1642) ; Louvemont en 1793, Louvemont en 1801, Louvemont-Côte-du-Poivre en 1922.
Il s'agit d’une formation toponymique médiévale en -mont au sens d'« élévation, colline ». Il est comme c'est souvent le cas précédé d'un anthroponyme. Albert Dauzat explique cet élément Louve- par le nom de personne germanique Lupo.
« Il faut sans doute voir dans Côte-du-Poivre, le latin piper « poivre », une métaphore d'après la nature et la couleur du sol. Cette côte se trouve entre Vacherauville et Bras-sur-Meuse », en réalité, ni la source, ni le Dictionnaire topographique de la Meuse ne mentionnent de forme ancienne, ce qui signifie qu'il n'y a aucun élément permettant d'affirmer que ce microtoponyme ait une quelconque antiquité, il s'agit vraisemblablement de la fixation toponymique des noms communs français côte et poivre, qui eux sont d'origine latine.

## Histoire

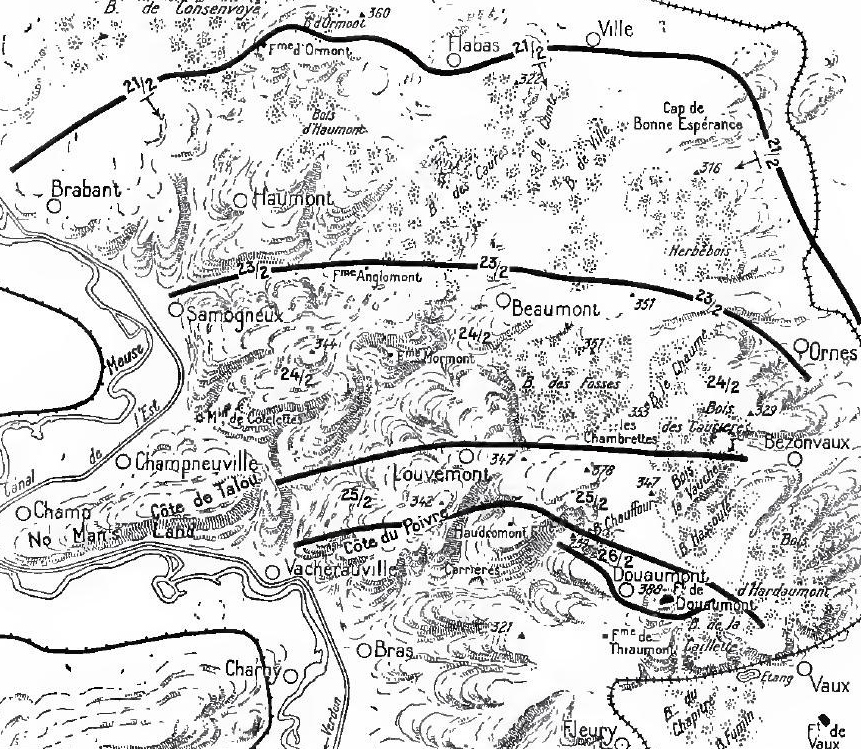
La Côte du Poivre en 1916.

Durant la Première Guerre mondiale, le début des combats dans la commune ont lieu le 18 septembre 1914, les tranchées sont tenues par le 106e régiment d'infanterie.
Le 21 février 1916, le tonnerre des canons marque le début de la bataille de Verdun. Situé sur le secteur de Verdun, le village perdu par les troupes françaises le 24 février 1916 et repris le 15 décembre 1916 disparaîtra totalement sous l'acharnement des pilonnages des obus français et allemands.
Cette commune ne possède aucun habitant. C'est l'un des neuf villages français détruits durant la Première Guerre mondiale qui n'a jamais été reconstruit. Déclaré « village mort pour la France » à la fin des hostilités, il fut décidé de conserver cette commune en mémoire des évènements qui s'y déroulèrent. La commune est aujourd'hui administrée par un conseil de trois personnes désignées par le préfet de la Meuse.

## Politique et administration
François-Xavier Long est le président de la commission municipale depuis 2003, nommé par le préfet.

## Population et société

### Démographie
Depuis la fin de la Première Guerre mondiale, la commune est inhabitée. L'évolution du nombre d'habitants est connue à travers les recensements de la population effectués dans la commune depuis 1793. À partir du XXIe siècle, les recensements réels des communes de moins de 10 000 habitants ont lieu tous les cinq ans, contrairement aux autres communes qui ont une enquête par sondage chaque année,.
| 1793 | 1800 | 1806 | 1821 | 1831 | 1836 | 1841 | 1846 | 1851 |
| ---- | ---- | ---- | ---- | ---- | ---- | ---- | ---- | ---- |
| 194  | 166  | 220  | 250  | 246  | 257  | 268  | 300  | 299  |

| 1856 | 1861 | 1866 | 1872 | 1876 | 1881 | 1886 | 1891 | 1896 |
| ---- | ---- | ---- | ---- | ---- | ---- | ---- | ---- | ---- |
| 256  | 268  | 247  | 245  | 253  | 250  | 265  | 235  | 234  |

| 1901 | 1906 | 1911 | 1921 | 1926 | 1931 | 1936 | 1946 | 1954 |
| ---- | ---- | ---- | ---- | ---- | ---- | ---- | ---- | ---- |
| 204  | 200  | 183  | -    | 10   | 6    | -    | -    | -    |

| 1962 | 1968 | 1975 | 1982 | 1990 | 1999 | 2006 | 2008 | 2013 |
| ---- | ---- | ---- | ---- | ---- | ---- | ---- | ---- | ---- |
| -    | -    | -    | -    | -    | -    | -    | -    | -    |

| 2018 | 2022 | - | - | - | - | - | - | - |
| ---- | ---- | - | - | - | - | - | - | - |
| -    | -    | - | - | - | - | - | - | - |

## Économie
Néant, lieu de mémoire (commune « morte »).

## Culture locale et patrimoine

### Lieux et monuments
- La chapelle commémorative, construite en 1932 à l'emplacement de l'ancienne église Saint-Pierre-ès-Liens, par George Perceval. Elle est inscrite au titre des Monuments Historiques en 2021[20].

### Personnalités liées à la commune
- Robert Ibels (1895-1917), poète tué à la Côte du Poivre le 19 août 1917. Son nom est inscrit au Panthéon parmi les 560 écrivains morts au combat pendant la Première Guerre mondiale.

### Héraldique
| Blason de Louvemont-Côte-du-Poivre | Blason  | Coupé voûté : au 1er d'or à la grenade d'azur enflammée de gueules et accostée de deux grappes de cassis de sable tigées et feuillées de sinople, au 2e de gueules au masque de loup d'or allumé d'argent. |
| Blason de Louvemont-Côte-du-Poivre | Détails | Armoiries conçues et réalisées par R.A. Louis, et D Lacorde, adoptées en avril 2016. Devise : « age quod agis » (fais bien ce que tu fais).                                                                |